# Ми Сон
Ми Сон (вијетнамски језик за "Лепа планина"; изговара се Ми сон), је група напуштених и делимично срушених хиндуистичких храмова које су изградили краљеви Чампа од 4. до 15. века. Храмови су углавном посвећени богу Шиви, који је ту познат по многим локалиним именима, а најзнаменитији је Бадресвара. По лепоти и важности ових споменика, често га успоређују с другим историјским храмским комплексима у југоисточној Азији као што су: Борободур (Јава), Ангкор Ват (Камбоџа), Баган (Мјанмар) и Ајутаја (Тајланд).
Ми Сон се налази у близини села Дy Пси у вијетнамској покрајини Кванг Нам, 69 км југозападно од града Да Нанга и 10 км од историјског града Тра Кје, и 75 км западно од историјског лучког града Хој Ана. Храмови се распростиру на подручју у долини широкој око 2 км и окруженој планинским венцима. То је подручје од 4. века било верско средиште владајуће династије Чампа и родно место њихових краљева и националних хероја. Блиско је било повезано с оближњим историјским градовима Индрапура и Симапура. Некад је ту било више од 70 храмова и многобројне стеле с писторијски важним натписима на санскрту и чам језику. Ми Сон је вероватно најдуже континуирано насељен археолошки локалитет Индокине, али је већина споменика уништена у само једној недељи бомбардовања које је током Вијетнамског рата извела америчка војска
Од 2. и 3 века на обали Вијетнама владала је Чам култура под снажним утицајем индијске културе, што се изразито осетило у Хиндуистичким веровањима (обожавање Шиве) и уметности.
Краљеви Чампа су у Ми Сону изградили више од 70 храмова који се обично састоје од средишњег торња и других структура и мањих околних зграда. Славни торањ и има висину од 24 метара и украшен је скулптурама лавова и слонова.
Ми Сон је 1969. године био подручје које је страшно страдало у америчком бомбардовању током рата у Вијетнаму. Током тих рација уништено је укупно 50 од 70 храмова које су претходно истражили француски археолози у првој половини 20. века.
Ми Сон је 1999. године уписан на УНЕСКО-в Списак места Светске баштине у Азији и Аустралазији као "пример еволуције једне југоазијске културе и једне азијске цивилизације које више нема". Ископавања која су отпочета 2002. године, су део пројекта којег са 70.000 $ финансира УНЕСКО. Обнова храмова уз помоћ италијанских стручњака иде веома тешко, због дрвне бешавне изградње коју је тешко имитирати јер су Чампа градитељи користили маховину уместо малтера за повезивање камених делова.
- Барељеф с храма Е1
- Светиште Б5
- Линга скулптура испред храма
- Скулптуре с храма А1